# Copa del Caribe de 2008
La Copa del Caribe 2008 fue la XV versión de la Copa del Caribe. Su fase final se jugó en Jamaica entre el 3 y 14 de diciembre de 2008. Los primeros cuatro clasificados jugaron la Copa de Oro de la CONCACAF 2009.
Nueve equipos de la Unión Caribeña de Fútbol no participaron. Dos de ellos se retiraron antes de comenzar el torneo:  Guayana Francesa y  Sint Maarten, los otros siete participaron únicamente en la Eliminatoria rumbo al Mundial de Sudáfrica 2010:  Bahamas,  República Dominicana,  Montserrat,  Puerto Rico,  Islas Turcas y Caicos,  Islas Vírgenes de los Estados Unidos y  Santa Lucía.

## Primera Fase de Clasificación
Los cinco ganadores de grupos y los cuatro mejores segundos clasificaron en tres grupos con sede en Guadalupe, Cuba y Trinidad y Tobago entre el 11 de octubre y el 9 de noviembre.

### Grupo A
La sede del grupo fue  Antillas Neerlandesas.
| País                  | J | G | E | P | GF | GC | GD | Pts |
| --------------------- | - | - | - | - | -- | -- | -- | --- |
| Antillas Neerlandesas | 2 | 1 | 1 | 0 | 2  | 0  | +2 | 4   |
| Granada               | 2 | 1 | 0 | 1 | 3  | 3  | 0  | 3   |
| Aruba                 | 2 | 0 | 1 | 1 | 1  | 3  | -2 | 1   |

| 27 de julio de 2008 | Antillas Neerlandesas | 0–0     | Aruba | Stadion Ergilio Hato, Willemstad                             |                                                              |
|                     |                       | Reporte |       | Asistencia: 995 espectadores Árbitro(s): Geoffrey Hospedales | Asistencia: 995 espectadores Árbitro(s): Geoffrey Hospedales |

| 29 de julio de 2008 | Granada                                     | 3–1     | Aruba    | Stadion Ergilio Hato, Willemstad                       |                                                        |
|                     | J. Rennie 53' · Modeste 76' · S. Rennie 79' | Reporte | Ruiz 50' | Asistencia: 450 espectadores Árbitro(s): Philip Jordan | Asistencia: 450 espectadores Árbitro(s): Philip Jordan |

| 31 de julio de 2008 | Antillas Neerlandesas      | 2–0     | Granada | Stadion Ergilio Hato, Willemstad                             |                                                              |
|                     | Bacuna 79' · Bicintini 81' | Reporte |         | Asistencia: 800 espectadores Árbitro(s): Geoffrey Hospedales | Asistencia: 800 espectadores Árbitro(s): Geoffrey Hospedales |

### Grupo B
Los partidos del grupo se jugaron en  Guyana.
| País     | J | G | E | P | GF | GC | GD | Pts |
| -------- | - | - | - | - | -- | -- | -- | --- |
| Guyana   | 2 | 1 | 1 | 0 | 4  | 1  | +3 | 4   |
| Surinam  | 2 | 1 | 1 | 0 | 4  | 2  | +2 | 4   |
| Dominica | 2 | 0 | 0 | 2 | 1  | 6  | -5 | 0   |

| 8 de agosto de 2008 | Guyana                           | 3–0     | Dominica | National Stadium, Providence                          |                                                       |
|                     | Codrington 20' 43' · Edmonds 36' | Reporte |          | Asistencia: 3,000 espectadores Árbitro(s): Mark Forde | Asistencia: 3,000 espectadores Árbitro(s): Mark Forde |

| 9 de agosto de 2008 | Dominica   | 1–3     | Surinam                                    | Blairmont Sports Club Ground, Blairmont                |                                                        |
|                     | Austrie 7' | Reporte | Felter 18' · Sandvliet 54' · Jap A Joe 81' | Asistencia: 175 espectadores Árbitro(s): Trevor Taylor | Asistencia: 175 espectadores Árbitro(s): Trevor Taylor |

| 10 de agosto de 2008 | Guyana       | 1–1     | Surinam         | National Stadium, Providence                           |                                                        |
|                      | Peters 90+2' | Reporte | Sastromedjo 22' | Asistencia: 10,000 espectadores Árbitro(s): Mark Forde | Asistencia: 10,000 espectadores Árbitro(s): Mark Forde |

### Grupo C
Los partidos se jugaron en  Islas Caimán. Los partidos programados para el 29 de agosto se trasladaron al 30 de agosto debido al huracán Gustav.
| País              | J | G | E | P | GF | GC | GD  | Pts |
| ----------------- | - | - | - | - | -- | -- | --- | --- |
| Antigua y Barbuda | 3 | 2 | 1 | 0 | 8  | 3  | +5  | 7   |
| Islas Caimán      | 3 | 1 | 2 | 0 | 4  | 1  | +3  | 5   |
| Bermudas          | 3 | 1 | 1 | 1 | 7  | 4  | +3  | 4   |
| Saint-Martin      | 3 | 0 | 0 | 3 | 2  | 13 | -11 | 0   |

| 27 de agosto de 2008 | Bermudas | 0–4     | Antigua y Barbuda                                  | Truman Bodden Stadium, George Town                       |                                                          |
|                      |          | Reporte | Thomas 4' 29' (pen.) · Burton 63' · Challenger 79' | Asistencia: 300 espectadores Árbitro(s): Howard Stennett | Asistencia: 300 espectadores Árbitro(s): Howard Stennett |

| 27 de agosto de 2008 | Islas Caimán                         | 3–0     | Saint-Martin | Truman Bodden Stadium, George Town                    |                                                       |
|                      | Jefford 58' · Sánchez 68' · Hill 90' | Reporte |              | Asistencia: 300 espectadores Árbitro(s): Kevin Thomas | Asistencia: 300 espectadores Árbitro(s): Kevin Thomas |

| 30 de agosto de 2008 | Islas Caimán | 1–1     | Antigua y Barbuda | Truman Bodden Stadium, George Town                           |                                                              |
|                      | Taylor 67'   | Reporte | Christian 33'     | Asistencia: 350 espectadores Árbitro(s): Jeoffrey Hospadalis | Asistencia: 350 espectadores Árbitro(s): Jeoffrey Hospadalis |

| 30 de agosto de 2008 | Saint-Martin | 0–7     | Bermudas                                          | Truman Bodden Stadium, George Town                      |                                                         |
|                      |              | Reporte | Lambe 27' 45' 58' 86' · Ming 29' · Castle 85' 89' | Asistencia: 350 espectadores Árbitro(s): Kevin Morrison | Asistencia: 350 espectadores Árbitro(s): Kevin Morrison |

| 31 de agosto de 2008 | Antigua y Barbuda            | 3–2     | Saint-Martin   | Truman Bodden Stadium, George Town                      |                                                         |
|                      | Thomas 44' 68' · Gregory 89' | Reporte | Pierre 53' 58' | Asistencia: 350 espectadores Árbitro(s): Kevin Morrison | Asistencia: 350 espectadores Árbitro(s): Kevin Morrison |

| 31 de agosto de 2008 | Islas Caimán | 0–0     | Bermudas | Truman Bodden Stadium, George Town                           |                                                              |
|                      |              | Reporte |          | Asistencia: 350 espectadores Árbitro(s): Geoffrey Hospedales | Asistencia: 350 espectadores Árbitro(s): Geoffrey Hospedales |

### Grupo D
Todos los partidos del grupo se jugaron en  San Cristóbal y Nieves.
| País                      | J | G | E | P | GF | GC | GD | Pts |
| ------------------------- | - | - | - | - | -- | -- | -- | --- |
| Barbados                  | 2 | 2 | 0 | 0 | 5  | 2  | +3 | 6   |
| San Cristóbal y Nieves    | 2 | 1 | 0 | 1 | 5  | 3  | +2 | 3   |
| Islas Vírgenes Británicas | 2 | 0 | 0 | 2 | 1  | 6  | -5 | 0   |

| 24 de septiembre de 2008 | San Cristóbal y Nieves                                     | 4–0     | Islas Vírgenes Británicas | Warner Park, Basseterre                                 |                                                         |
|                          | Francis 15' · Archibald 31' · Venton 52' (a.g.) · Lake 77' | Reporte |                           | Asistencia: 500 espectadores Árbitro(s): Martin Charles | Asistencia: 500 espectadores Árbitro(s): Martin Charles |

| 26 de septiembre de 2008 | Islas Vírgenes Británicas | 1–2     | Barbados                 | Warner Park, Basseterre                                    |                                                            |
|                          | Lennon 15'                | Reporte | Williams 11' · Forde 53' | Asistencia: 150 espectadores Árbitro(s): Ignatius Baptiste | Asistencia: 150 espectadores Árbitro(s): Ignatius Baptiste |

| 28 de septiembre de 2008 | San Cristóbal y Nieves | 1–3     | Barbados                                | Warner Park, Basseterre                                 |                                                         |
|                          | Isaac 13'              | Reporte | Straker 35' · Skeete 45' · Williams 80' | Asistencia: 500 espectadores Árbitro(s): Martin Charles | Asistencia: 500 espectadores Árbitro(s): Martin Charles |

### Grupo E
La sede del grupo fue  Martinica.
| País                         | J | G | E | P | GF | GC | GD | Pts |
| ---------------------------- | - | - | - | - | -- | -- | -- | --- |
| Martinica                    | 2 | 2 | 0 | 0 | 6  | 1  | 5  | 6   |
| San Vicente y las Granadinas | 2 | 1 | 0 | 1 | 3  | 4  | -1 | 3   |
| Anguila                      | 2 | 0 | 0 | 2 | 2  | 6  | -4 | 0   |

| 15 de septiembre de 2008 | Martinica                                             | 3–0     | San Vicente y las Granadinas | Stade Louis Achille, Fort-de-France                  |                                                      |
|                          | Richards 3' (a.g.) · Percin 46' · McDowald 47' (a.g.) | Reporte |                              | Asistencia: 250 espectadores Árbitro(s): John George | Asistencia: 250 espectadores Árbitro(s): John George |

| 17 de septiembre de 2008 | San Vicente y las Granadinas          | 3–1     | Anguila            | Stade Louis Achille, Fort-de-France                    |                                                        |
|                          | Francis 37' · Hamlet 39' · Samuel 74' | Reporte | Jeffers 38' (a.g.) | Asistencia: 100 espectadores Árbitro(s): Francis Fanus | Asistencia: 100 espectadores Árbitro(s): Francis Fanus |

| 19 de septiembre de 2008 | Martinica                                          | 3–1     | Anguila     | Stade Louis Achille, Fort-de-France |  |
|                          | Percin 19' · Saint-Louis-Augustin 37' · Bullet 51' | Reporte | Battice 83' |                                     |  |

## Segunda Fase de Clasificación
Los partidos se jugaron en Guadalupe, Cuba y Trinidad y Tobago, con las selecciones locales clasificadas automáticamente. Los dos primeros de cada grupo clasificaron a la fase final junto a Haití y el anfitrión Jamaica.

### Grupo A
La sede del grupo fue  Guadalupe.
| País         | J | G | E | P | GF | GC | GD | Pts |
| ------------ | - | - | - | - | -- | -- | -- | --- |
| Guadalupe    | 3 | 3 | 0 | 0 | 12 | 3  | +9 | 9   |
| Granada      | 3 | 1 | 1 | 1 | 7  | 6  | +1 | 4   |
| Martinica    | 3 | 1 | 1 | 1 | 4  | 5  | -1 | 4   |
| Islas Caimán | 3 | 0 | 0 | 3 | 3  | 12 | -9 | 0   |

| 11 de octubre de 2008 | Martinica     | 2–2     | Granada           | Stade René Serge Nabajoth, Les Abymes                     |                                                           |
|                       | Sabin 28' 55' | Reporte | S. Rennie 12' 43' | Asistencia: 1,700 espectadores Árbitro(s): Martin Charles | Asistencia: 1,700 espectadores Árbitro(s): Martin Charles |

| 11 de octubre de 2008 | Guadalupe                                                             | 7–1     | Islas Caimán | Stade René Serge Nabajoth, Les Abymes                   |                                                         |
|                       | Antoine-Curier 4' 43' 58' · Gotin 34' · Hannany 68' 80' · Gendrey 76' | Reporte | Fagan 86'    | Asistencia: 4,200 espectadores Árbitro(s): Roy McArthur | Asistencia: 4,200 espectadores Árbitro(s): Roy McArthur |

| 13 de octubre de 2008 | Islas Caimán | 0–1     | Martinica | Stade René Serge Nabajoth, Les Abymes                    |                                                          |
|                       |              | Reporte | Sabin 31' | Asistencia: 1,000 espectadores Árbitro(s): James Matthew | Asistencia: 1,000 espectadores Árbitro(s): James Matthew |

| 13 de octubre de 2008 | Guadalupe              | 2–1     | Granada     | Stade René Serge Nabajoth, Les Abymes                    |                                                          |
|                       | Collet 23' · Loval 36' | Reporte | Charles 15' | Asistencia: 1,000 espectadores Árbitro(s): Bryan Willett | Asistencia: 1,000 espectadores Árbitro(s): Bryan Willett |

| 15 de octubre de 2008 | Granada                                    | 4–2     | Islas Caimán         | Stade René Serge Nabajoth, Les Abymes                    |                                                          |
|                       | Bain 43' · S. Rennie 45' 79' · Charles 67' | Reporte | Brown-Morphy 31' 82' | Asistencia: 3,358 espectadores Árbitro(s): Bryan Willett | Asistencia: 3,358 espectadores Árbitro(s): Bryan Willett |

| 15 de octubre de 2008 | Guadalupe                                  | 3–1     | Martinica | Stade René Serge Nabajoth, Les Abymes                   |                                                         |
|                       | Loval 40' · Antoine-Curier 50' · Gotin 87' | Reporte | Sabin 17' | Asistencia: 3,358 espectadores Árbitro(s): Roy McArthur | Asistencia: 3,358 espectadores Árbitro(s): Roy McArthur |

### Grupo B
Todos los partidos se jugaron en  Cuba.
| País                  | J | G | E | P | GF | GC | GD  | Pts |
| --------------------- | - | - | - | - | -- | -- | --- | --- |
| Cuba                  | 3 | 2 | 1 | 0 | 14 | 2  | +12 | 7   |
| Barbados              | 3 | 2 | 1 | 0 | 6  | 4  | +2  | 7   |
| Surinam               | 3 | 1 | 0 | 2 | 4  | 10 | -6  | 3   |
| Antillas Neerlandesas | 3 | 0 | 0 | 3 | 3  | 11 | -8  | 0   |

| 23 de octubre de 2008 | Barbados          | 3–2     | Surinam                    | Estadio Pedro Marrero, La Habana                        |                                                         |
|                       | Forde 62' 65' 70' | Reporte | Sandvliet 33' · Aroepa 42' | Asistencia: 100 espectadores Árbitro(s): Kevin Morrison | Asistencia: 100 espectadores Árbitro(s): Kevin Morrison |

| 23 de octubre de 2008 | Cuba                                                                      | 7–1     | Antillas Neerlandesas | Estadio Pedro Marrero, La Habana                             |                                                              |
|                       | Duarte 21' 45' · Márquez 25' · Linares 39' 86' · Colomé 79' · Clavelo 82' | Reporte | Bernardus 61'         | Asistencia: 1,000 espectadores Árbitro(s): Alfredo Whittaker | Asistencia: 1,000 espectadores Árbitro(s): Alfredo Whittaker |

| 25 de octubre de 2008 | Surinam        | 2–1 | Antillas Neerlandesas | Estadio Pedro Marrero, La Habana |                                |
|                       | Wanabo 70' 76' |     | Rosario 81'           | Asistencia: 1,000 espectadores   | Asistencia: 1,000 espectadores |

| 25 de octubre de 2008 | Cuba        | 1–1     | Barbados  | Estadio Pedro Marrero, La Habana                             |                                                              |
|                       | Clavelo 68' | Reporte | Doyle 66' | Asistencia: 1,000 espectadores Árbitro(s): Courtney Campbell | Asistencia: 1,000 espectadores Árbitro(s): Courtney Campbell |

| 27 de octubre de 2008 | Antillas Neerlandesas | 1–2     | Barbados                     | Estadio Pedro Marrero, La Habana                          |                                                           |
|                       | Bicintini 45'         | Reporte | Forde 6' (pen.) · Parris 20' | Asistencia: 1,000 espectadores Árbitro(s): Kevin Morrison | Asistencia: 1,000 espectadores Árbitro(s): Kevin Morrison |

| 27 de octubre de 2008 | Cuba                                                                      | 6–0     | Surinam | Estadio Pedro Marrero, La Habana                           |                                                            |
|                       | Cervantes 11' 43' · Márquez 49' · Linares 55' · Duarte 65' · Dranguet 72' | Reporte |         | Asistencia: 1,000 espectadores Árbitro(s): Kenville Holder | Asistencia: 1,000 espectadores Árbitro(s): Kenville Holder |

### Grupo C
La sede del grupo fue  Trinidad y Tobago.
| País                   | J | G | E | P | GF | GC | GD | Pts |
| ---------------------- | - | - | - | - | -- | -- | -- | --- |
| Trinidad y Tobago      | 3 | 2 | 1 | 0 | 7  | 4  | +3 | 7   |
| Antigua y Barbuda      | 3 | 2 | 0 | 1 | 8  | 7  | +1 | 6   |
| Guyana                 | 3 | 0 | 2 | 1 | 3  | 4  | -1 | 2   |
| San Cristóbal y Nieves | 3 | 0 | 1 | 2 | 5  | 8  | -3 | 1   |

| 5 de noviembre de 2008 | Guyana         | 1–1     | San Cristóbal y Nieves | Marvin Lee Stadium, Macoya                                 |                                                            |
|                        | Richardson 35' | Reporte | Lake 29'               | Asistencia: 750 espectadores Árbitro(s): Caswell Cambridge | Asistencia: 750 espectadores Árbitro(s): Caswell Cambridge |

| 5 de noviembre de 2008 | Trinidad y Tobago                      | 3–2     | Antigua y Barbuda      | Marvin Lee Stadium, Macoya                              |                                                         |
|                        | Glen 68' · Dwarika 73' · Toussaint 87' | Reporte | Byers 23' · Burton 90' | Asistencia: 750 espectadores Árbitro(s): Antonius Pinas | Asistencia: 750 espectadores Árbitro(s): Antonius Pinas |

| 7 de noviembre de 2008 | Antigua y Barbuda               | 2–1     | Guyana     | Marvin Lee Stadium, Macoya |             |
|                        | Leigertwood 11' · Christian 78' | Reporte | Jerome 45' | Árbitro(s):                | Árbitro(s): |

| 7 de noviembre de 2008 | Trinidad y Tobago                      | 3–1     | San Cristóbal y Nieves | Marvin Lee Stadium, Macoya    |                               |
|                        | Daniel 37' · Hyland 65' · Jorsling 66' | Reporte | Francis 86'            | Árbitro(s): Enrico Wijngaarde | Árbitro(s): Enrico Wijngaarde |

| 9 de noviembre de 2008 | San Cristóbal y Nieves | 3–4     | Antigua y Barbuda                    | Marvin Lee Stadium, Macoya                                   |                                                              |
|                        | Francis 57' 70' 80'    | Reporte | Byers 7' 45' (pen.) · Thomas 60' 73' | Asistencia: 1,000 espectadores Árbitro(s): Enrico Wijngaarde | Asistencia: 1,000 espectadores Árbitro(s): Enrico Wijngaarde |

| 9 de noviembre de 2008 | Trinidad y Tobago | 1–1     | Guyana                | Marvin Lee Stadium, Macoya                                |                                                           |
|                        | Jorsling 85'      | Reporte | Richardson 58' (pen.) | Asistencia: 1,000 espectadores Árbitro(s): Willy Minyetty | Asistencia: 1,000 espectadores Árbitro(s): Willy Minyetty |

## Fase Final

### Fase de grupos

#### Grupo A
| Pos. | Equipo            | Pts. | PJ | G | E | P | GF | GC | Dif. | Clasificación |
| ---- | ----------------- | ---- | -- | - | - | - | -- | -- | ---- | ------------- |
| 1    | Cuba              | 6    | 3  | 2 | 0 | 1 | 5  | 2  | +3   | Fase final    |
| 2    | Guadalupe         | 4    | 3  | 1 | 1 | 1 | 6  | 6  | 0    | Fase final    |
| 3    | Haití             | 4    | 3  | 1 | 1 | 1 | 4  | 4  | 0    |               |
| 4    | Antigua y Barbuda | 2    | 3  | 0 | 2 | 1 | 3  | 6  | −3   |               |

 Fuente: 
| 4 de diciembre de 2008 | Haití     | 1–1     | Antigua y Barbuda | Jarrett Park, Montego Bay |                        |
|                        | Norde 53' | Reporte | Byers 72'         | Árbitro(s): Mark Forde    | Árbitro(s): Mark Forde |

| 4 de diciembre de 2008 | Guadalupe   | 1–2     | Cuba                       | Jarrett Park, Montego Bay |                         |
|                        | Hannany 27' | Reporte | Fernández 8' · Linares 74' | Árbitro(s): Neal Brizan   | Árbitro(s): Neal Brizan |

| 6 de diciembre de 2008 | Cuba                                         | 3–0     | Antigua y Barbuda | Greenfield Stadium, Falmouth  |                               |
|                        | Márquez 7' · Linares 20' · Colomé 35' (pen.) | Reporte |                   | Árbitro(s): Courtney Campbell | Árbitro(s): Courtney Campbell |

| 6 de diciembre de 2008 | Haití                               | 2–3     | Guadalupe                                        | Greenfield Stadium, Falmouth |                           |
|                        | Boucicaut 45' (pen.) · Ednerson 68' | Reporte | Antoine-Curier 14' · Niçoise 17' · Lambourde 90' | Árbitro(s): Trevor Taylor    | Árbitro(s): Trevor Taylor |

| 8 de diciembre de 2008 | Cuba | 0–1     | Haití         | Jarrett Park, Montego Bay |                         |
|                        |      | Reporte | Boucicaut 35' | Árbitro(s): Neal Brizan   | Árbitro(s): Neal Brizan |

| 8 de diciembre de 2008 | Antigua y Barbuda | 2–2     | Guadalupe                       | Jarrett Park, Montego Bay     |                               |
|                        | Byers 35' 82'     | Reporte | Antoine-Curier 1' · Gendrey 63' | Árbitro(s): Courtney Campbell | Árbitro(s): Courtney Campbell |

#### Grupo B
| Pos. | Equipo            | Pts. | PJ | G | E | P | GF | GC | Dif. | Clasificación |
| ---- | ----------------- | ---- | -- | - | - | - | -- | -- | ---- | ------------- |
| 1    | Jamaica           | 7    | 3  | 2 | 1 | 0 | 7  | 2  | +5   | Fase final    |
| 2    | Granada           | 6    | 3  | 2 | 0 | 1 | 6  | 7  | −1   | Fase final    |
| 3    | Trinidad y Tobago | 4    | 3  | 1 | 1 | 1 | 4  | 4  | 0    |               |
| 4    | Barbados          | 0    | 3  | 0 | 0 | 3 | 4  | 8  | −4   |               |

 Fuente: 
| 3 de diciembre de 2008 | Trinidad y Tobago | 1–2     | Granada                 | Independence Park, Kingston |                        |
|                        | Leo 70'           | Reporte | Bain 36' · Charles 90+' | Árbitro(s): Otis James      | Árbitro(s): Otis James |

| 3 de diciembre de 2008 | Jamaica                         | 2–1     | Barbados      | Independence Park, Kingston |                          |
|                        | Austin 76' · Shelton 82' (pen.) | Reporte | Williams 45+' | Árbitro(s): Joel Aguilar    | Árbitro(s): Joel Aguilar |

| 5 de diciembre de 2008 | Barbados      | 1–2     | Trinidad y Tobago               | Jarrett Park, Montego Bay   |                             |
|                        | Goodridge 13' | Reporte | McFarlane 42' (pen.) 73' (pen.) | Árbitro(s): Javier Jauregui | Árbitro(s): Javier Jauregui |

| 5 de diciembre de 2008 | Jamaica                                               | 4–0     | Granada | Jarrett Park, Montego Bay           |                                     |
|                        | Vernan 7' · Shelton 18' · Williams 53' · Phillips 78' | Reporte |         | Árbitro(s): Roberto Moreno (Panama) | Árbitro(s): Roberto Moreno (Panama) |

| 7 de diciembre de 2008 | Granada                       | 4–2     | Barbados         | Greenfield Stadium, Falmouth |                          |
|                        | Bain 14' 28' 67' · Julien 22' | Reporte | Williams 71' 78' | Árbitro(s): Joel Aguilar     | Árbitro(s): Joel Aguilar |

| 7 de diciembre de 2008 | Jamaica    | 1–1     | Trinidad y Tobago | Greenfield Stadium, Falmouth |                            |
|                        | Vernan 46' | Reporte | McFarlane 81'     | Árbitro(s): Roberto Moreno   | Árbitro(s): Roberto Moreno |

### Fase de eliminación directa
|  | Semifinales               | Semifinales               |   |                           | Final                     | Final |  |
|  |                           |                           |   |                           |                           |       |  |
|  |                           |                           |   |                           |                           |       |  |
|  | Kingston, 11 de diciembre |                           |   |                           |                           |       |  |
|  | Cuba                      | 2 (5)                     |   |                           |                           |       |  |
|  | Granada (p)               | 2 (6)                     |   |                           |                           |       |  |
|  |                           |                           |   |                           |                           |       |  |
|  |                           |                           |   |                           | Kingston, 14 de diciembre |       |  |
|  |                           |                           |   |                           | Granada                   | 0     |  |
|  |                           | Jamaica                   | 2 |                           |                           |       |  |
|  |                           |                           |   |                           |                           |       |  |
|  |                           |                           |   |                           |                           |       |  |
|  |                           |                           |   |                           | Tercer lugar              |       |  |
|  | Kingston, 11 de diciembre | Kingston, 11 de diciembre |   | Kingston, 14 de diciembre | Kingston, 14 de diciembre |       |  |
|  | Jamaica                   | 2                         |   | Cuba                      | 0 (4)                     |       |  |
|  | Guadalupe                 | 0                         |   |                           | Guadalupe (p)             | 0 (5) |  |

#### Semifinales
| 11 de diciembre de 2008 | Cuba                                                                     | 2:2 (2:1) (t. s.)(5–6 p.)  | Granada                                                             | Independence Park, Kingston |                            |
|                         | Colomé 14' · Linares 33'                                                 |                            | Charles 12' (pen.) · Bain 80'                                       | Árbitro(s): Roberto Moreno  | Árbitro(s): Roberto Moreno |
|                         |                                                                          | Tiros desde el punto penal |                                                                     |                             |                            |
|                         | Cervantes · Martínez · Colomé · Minoso · Márquez · Urguelles · Fernández |                            | Modeste · Rennie · Bain · Marshall · Charles · Langaigne · Williams |                             |                            |

| 11 de diciembre de 2008 | Jamaica                    | 2 – 0 | Guadalupe | Independence Park, Kingston |                          |
|                         | Thompson 11' · Shelton 57' |       |           | Árbitro(s): Joel Aguilar    | Árbitro(s): Joel Aguilar |

#### Tercer lugar
| 14 de diciembre de 2008 | Cuba                                             | 0 – 0 (4–5 p.)             | Guadalupe                                             | Independence Park, Kingston |  |
|                         |                                                  |                            |                                                       | Árbitro(s): Roberto Moreno  |  |
|                         |                                                  | Tiros desde el punto penal |                                                       |                             |  |
|                         | Cervantes · Martínez · Márquez · Minoso · Colomé |                            | Nabab · Hannany · Vertot · Antoine-Curier · Lambourde |                             |  |

#### Final
| 14 de diciembre de 2008 | Jamaica                        | 2:0 (1:0) | Granada | Independence Park, Kingston |                         |
|                         | Shelton 17' (pen.), 71' (pen.) |           |         | Árbitro(s): Neal Brizan     | Árbitro(s): Neal Brizan |

| Bandera de Jamaica |
| Jamaica 4º título  |

## Clasificados
| Jamaica | Granada | Guadalupe | Haití |
| ------- | ------- | --------- | ----- |

## Goleadores
| Jugador                | Selección              | Goles |
| ---------------------- | ---------------------- | ----- |
| Peter Byers            | Antigua y Barbuda      | 6     |
| Jaime Thomas           | Antigua y Barbuda      | 6     |
| Roberto Linares        | Cuba                   | 6     |
| Kitson Bain            | Granada                | 6     |
| Mickaël Antoine-Curier | Guadalupe              | 6     |
| Norman Forde           | Barbados               | 5     |
| Shane Rennie           | Granada                | 5     |
| Luton Shelton          | Jamaica                | 5     |
| Jevon Francis          | San Cristóbal y Nieves | 5     |
| Reggie Lambe           | Bermudas               | 4     |
| Ricky Charles          | Granada                | 4     |
| Eric Sabin             | Martinica              | 4     |
| Riviere Williams       | Barbados               | 3     |
| Leonel Duarte          | Cuba                   | 3     |
| Yenier Márquez         | Cuba                   | 3     |
| Lery Hannany           | Guadalupe              | 3     |
| Errol McFarlane        | Trinidad y Tobago      | 3     |